# Poicephalus cryptoxanthus
Poicephalus cryptoxanthus là một loài chim trong họ Psittacidae.
Loài này sinh sống ở đông nam châu Phi.